# Étienne Simon Amant Marguet
Pour les articles homonymes, voir Marguet et Amant.
Étienne Simon Amant Marguet, dit Amant, est un acteur français né le 7 novembre 1797  à Paris, ville où il est mort le 10 avril 1860 dans le 1er arrondissement.

## Biographie
Étienne Simon Amant Marguet est le fils d'Antoine Jean Louis Marguet (1761-1806), receveur ambulant de la Régie des Droits réunis (Régie de l'Enregistrement) et de Marie Marthe Malet. Il est le petit-fils de Jean Etienne  Marguet (1731-1803), bourgeois de Paris et contrôleur dans les fermes du roi.
Frère d'un bijoutier parisien, il épouse à Paris le 17 février 1821 Claire Georgette Briand, également issue d'une famille de bijoutiers. Il décède le 10 avril 1860 à son domicile situé 10 rue de la Monnaie à Paris à l'âge de 62 ans.

## Théâtre
- 1839 : L'Article 960 ou la Donation de Jacques-François Ancelot et Paul Dandré, théâtre du Vaudeville : Laurent
- 1841 : L'Aveugle et son béton de Charles Varin et Laurencin, théâtre du Vaudeville : Ducroc
- 1845 : L'Île de Robinson de Félix-Auguste Duvert et Lauzanne de Vauroussel, théâtre du Vaudeville : Robinson
- 1846 : Trénitz d'Édouard Monnais et Paul Duport, théâtre du Vaudeville : Trénitz
- 1848 : Le Club champenois d'Eugène Labiche et Auguste Lefranc, théâtre du Palais-Royal : Pontcharra
- 1848 : Agénor le dangereux d'Eugène Labiche, Adrien Decourcelle et Karl, théâtre du Palais-Royal : Bénévent
- 1850 : Le sous-préfet s'amuse de Jean-François Bayard et Antoine-François Varner, théâtre du Palais-Royal : Poupinel
- 1850 : Traversin et Couverture d'Eugène Labiche et Charles Varin, théâtre du Palais-Royal : Albert
- 1850 : Un garçon de chez Véry d'Eugène Labiche, théâtre du Palais-Royal : Anatole Gallimard
- 1850 : Le Sopha d'Eugène Labiche, Mélesville et Charles Desnoyer, théâtre du Palais-Royal : Codada
- 1850 : Un bal en robe de chambre d'Eugène Labiche et Marc-Michel, théâtre du Palais-Royal : Le baron de Rochepot
- 1851 : Mam'zelle fait ses dents d'Eugène Labiche et Marc-Michel, théâtre du Palais-Royal : Mr. Chatchignon
- 1851 : Un chapeau de paille d'Italie d'Eugène Labiche et Marc-Michel, théâtre du Palais-Royal : Vézinet
- 1852 : Maman Sabouleux d'Eugène Labiche et Marc-Michel, théâtre du Palais-Royal : Mr. de Claquepont
- 1852 : Le Trou des lapins de Hippolyte Cogniard et Théodore Cogniard, théâtre du Palais-Royal : Beaubichon
- 1852 : Piccolet d'Eugène Labiche, Auguste Lefranc et Armand Montjoye, théâtre du Palais-Royal : Chambourdon
- 1852 : Edgard et sa bonne d'Eugène Labiche et Marc-Michel, théâtre du Palais-Royal : Veauvardin
- 1852 : La femme aux œufs d'or de Dumanoir et Clairville, théâtre du Palais-Royal : Fremouillot
- 1853 : Un ut de poitrine d'Eugène Labiche et Auguste Lefranc, théâtre du Palais-Royal : Fridolin
- 1853 : La Chasse aux corbeaux d'Eugène Labiche et Marc-Michel, théâtre du Palais-Royal : De Saint Putois
- 1853 : Un chapeau qui s'envole d'Alfred Delacour et Léon Morand, théâtre du Palais-Royal : Croquausel
- 1854 : Ôtez votre fille, s'il vous plaît d'Eugène Labiche et Marc-Michel, théâtre du Palais-Royal : Vertminois
- 1855 : Les Précieux d'Eugène Labiche, Marc-Michel et Auguste Lefranc, théâtre du Palais-Royal : Gaudin
- 1856 : En pension chez son groom d'Eugène Labiche et Marc-Michel, théâtre du Palais-Royal : Coconier
- 1856 : Monsieur de Saint-Cadenas d'Eugène Labiche et Marc-Michel, théâtre du Palais-Royal : Cottentin
- 1856 : Si jamais je te pince d'Eugène Labiche et Marc-Michel, théâtre du Palais-Royal : Papavert
- 1856 : Mesdames de Montenfriche d'Eugène Labiche et Marc-Michel, théâtre du Palais-Royal : Veauluisant
- 1856 : Un monsieur qui a brûlé une dame d'Eugène Labiche et Auguste Anicet-Bourgeois, théâtre du Palais-Royal : Blancminet
- 1857 : La Dame aux jambes d'azur d'Eugène Labiche et Marc-Michel, théâtre du Palais-Royal : Alphonse d'Este
- 1858 : Je croque ma tante d'Eugène Labiche et Marc-Michel, théâtre du Palais-Royal : Hérissart
- 1858 : L'Avare en gants jaunes d'Eugène Labiche et Anicet-Bourgeois, théâtre du Palais-Royal : Fructueux
- 1858 : Le Grain de café d'Eugène Labiche et Marc-Michel, théâtre du Palais-Royal : Dr Gousseville
- 1858 : Voyage autour de ma marmite d'Eugène Labiche et Alfred Delacour, théâtre du Palais-Royal : Veauluisant
- 1858 : Le Calife de la rue Saint-Bon d'Eugène Labiche et Marc-Michel, théâtre du Palais-Royal : Adolphe Omar
- 1859 : L'Amour, un fort volume, prix 3 F 50 c d'Eugène Labiche et Édouard Martin, théâtre du Palais-Royal : Piperel
- 1860 : La Sensitive d'Eugène Labiche et Alfred Delacour, théâtre du Palais-Royal : Rothanger